# Slovenija ima talent (4. sezona)
Četrta sezona oddaje Slovenija ima talent se je prvič pričela jeseni in to 28. septembra 2014 in se končala 21. december 2014. Predvajala se je vsako nedeljo v terminu ob 20.00.

## Voditelja
Voditelja sta spet postala:
- Vid Valič
- Peter Poles

## Žirija
Četrto sezono se je žirija spet spremenila, namesto Damjan Damjanovič prišel Rok Golob.
| Žirant          | Opis                                                                        |
| --------------- | --------------------------------------------------------------------------- |
| Rok Golob       | slovenski skladatelj, dirigent, aranžer                                     |
| Ana Klašnja     | baletna solistka ansambla SNG Opera in balet Ljubljana, umetnica, športnica |
| Branko Čakarmiš | programski direktor Pro Plus, poznavalec medijskega sveta                   |

## Potek
Poleti 2014 je POP TV začel zbirati prijave za 4. sezono šova Slovenija ima talent. Predizbori so se odvijali v vseh večjih mestih po Sloveniji od 2. do 18.avgusta 2014. 

### Predizbori
| #  | Datum      | Mesto         | Lokacija                      |
| -- | ---------- | ------------- | ----------------------------- |
| 1. | 2. avgust  | Celje         | Tehnopolis                    |
| 2. | 3. avgust  | Portorož      | Avditorij Portorož            |
| 3. | 5. avgust  | Murska Sobota | Hotel Diana                   |
| 4. | 7. avgust  | Novo mesto    | Kulturni center Janeza Trdina |
| 5. | 9. avgust  | Maribor       | Hotel Habakuk                 |
| 6. | 10. avgust | Kranj         | Plesna šola Urška             |
| 7. | 13. avgust | Nova Gorica   | Casino in Hotel Perla         |
| 8. | 17. avgust | Ljubljana     | Austria Trend hotel           |
| 9. | 18. avgust | Ljubljana     | Austria Trend hotel           |

### Avdicijske oddaje
Avdicijske oddaje šova Slovenija ima talent 2014 (4. sezona) so potekale v SNG Opera in balet Ljubljana, in sicer 30. - 31.8. ter 12. - 14.9.2014
Na avdicijah se tekmovalci predstavijo žiriji, ki jih oceni z DA ali NE. Če tekmovalec dobi vsaj dvakrat DA gre v naslednji krog. Če NE pa tekmovalce konča s šovom.  V naslednjem krogu žirija v posebni oddaji "Kdo si zasluži v polfinale?" izbere 30 polfinalistov.
Pričetek predvajanja 4. sezone na televiziji je bil 28.9.2014. Nagrada je bila, kot v prejšnjih treh sezonah, 50.000€. Prvič so uvedli zlati gumb. Zlati gumb lahko pritisne žirant/voditelja lahko samo enkrat v sezoni in s tem omogočita nastopajočemu direkten vstop v polfinale. 
| #   | Oddaja                      | Lokacija          | Na sporedu    | Zmagovalci |
| --- | --------------------------- | ----------------- | ------------- | --- |
| 1.  | 1. avdicija                 | Ljubljanska opera | 28. september | Vsi tisti, ki jim je žirija rekla vsaj dvakrat DA. In tisti štirje, ki jim je žirija in vodotelja s pritiskom na zlati gumb omogočila neposredno uvrstitev v polfinale. |
| 2.  | 2. avdicija                 | Ljubljanska opera | 5. oktober    | Vsi tisti, ki jim je žirija rekla vsaj dvakrat DA. In tisti štirje, ki jim je žirija in vodotelja s pritiskom na zlati gumb omogočila neposredno uvrstitev v polfinale. |
| 3.  | 3. avdicija                 | Ljubljanska opera | 12. oktober   | Vsi tisti, ki jim je žirija rekla vsaj dvakrat DA. In tisti štirje, ki jim je žirija in vodotelja s pritiskom na zlati gumb omogočila neposredno uvrstitev v polfinale. |
| 4.  | 4. avdicija                 | Ljubljanska opera | 19. oktober   | Vsi tisti, ki jim je žirija rekla vsaj dvakrat DA. In tisti štirje, ki jim je žirija in vodotelja s pritiskom na zlati gumb omogočila neposredno uvrstitev v polfinale. |
| 5.  | 5. avdicija                 | Ljubljanska opera | 26. oktober   | Vsi tisti, ki jim je žirija rekla vsaj dvakrat DA. In tisti štirje, ki jim je žirija in vodotelja s pritiskom na zlati gumb omogočila neposredno uvrstitev v polfinale. |
| 6.  | Kdo si zasluži v polfinale? | Ljubljanska opera | 2. november   | 30 polfinalistov |
| 7.  | 1. polfinale                | Studio POP TV     | 9. november   | 1. mesto: Adrijana Kamnik (petje) 2. mesto: Anej Piletič (petje) 3. mesto: Simon Škrlec (bobni)                                                                         |
| 8.  | 2. polfinale                | Studio POP TV     | 16. november  | 1. mesto: Alenka Vozlič (petje) 2. mesto: Maša & Laura (ples) 3. mesto: Plesno mesto Rock'n'Roll (ples)                                                                 |
| 9.  | 3. polfinale                | Studio POP TV     | 23. november  | 1. mesto: Jana Šušteršič (petje) 2. mesto: Barbara in Klemen (ples) 3. mesto: Staš Zupanc (sestavljanje Rubikovih kock)                                                 |
| 10. | 4. polfinale                | Studio POP TV     | 30. november  | 1. mesto: F&B Acrobatics (akrobacije) 2. mesto: Blue Man (petje) 3. mesto: Briljantina teens (ples)                                                                     |
| 11. | 5. polfinale                | Studio POP TV     | 7. december   | 1. mesto: Stiven Rahman (petje) 2. mesto: iON (ples) 3. mesto: KŠRG Šiška (gimnastika)                                                                                  |
| 12. | Zakulisje finala            | Studio POP TV     | 14. december  | / |
| 13. | Veliki finale               | Studio POP TV     | 21. december  | Jana Šušteršič (petje) 2. mesto: Adrijana Kamnik (petje) |

### Polfinali

#### 1. polfinale
| #  | Tekmovalec      | Talent                                 | Rezultat |
| -- | --------------- | -------------------------------------- | -------- |
| 1. | Adrijana Kamnik | petje (I'm So Excited)                 | 1.       |
| 2. | Tince           | ples                                   | 4.–6.    |
| 3. | Simon Škrlec    | igranje na bobne                       | 2.–3.    |
| 4. | Dare Acoustic   | petje in igranje instrumenta (Telefon) | 4.–6.    |
| 5. | Jaka in Maks    | petje (Love Runs Out)                  | 4.–6.    |
| 6. | Anej Piletič    | petje (Me and My Broken Heart)         | 2.–3.    |

#### 2. polfinale
| #  | Tekmovalec                 | Talent                                           | Rezultat |
| -- | -------------------------- | ------------------------------------------------ | -------- |
| 1. | Plesno mesto Rock and Roll | ples                                             | 2.–3.    |
| 2. | Manca Berlec               | petje in igranje instrumenta (She Keeps Me Warm) | 4.−6.    |
| 3. | Jackson                    | petje in igranje instrumenta (Get Lucky)         | 4.−6.    |
| 4. | Rhythm Factory             | igranje na tolkala                               | 4.−6.    |
| 5. | Maša in Laura              | ples                                             | 2.–3.    |
| 6. | Alenka Vozlič              | petje (Let It Go)                                | 1.       |

#### 3. polfinale
| #  | Tekmovalec        | Talent                                   | Rezultat |
| -- | ----------------- | ---------------------------------------- | -------- |
| 1. | Erik Mihelič      | petje (Let Her Go)                       | 4.−6.    |
| 2. | Andraž in Bor     | ples                                     | 4.−6.    |
| 3. | Jazz Ladies       | igranje in petje jazz glasbe (Hot Stuff) | 4.−6.    |
| 4. | Staš Zupanc       | sestavljanje Rubikovih kock              | 2.–3.    |
| 5. | Barbara in Klemen | ples                                     | 2.–3.    |
| 6. | Jana Šušteršič    | petje (We Don't Need Another Hero)       | 1.       |

#### 4. polfinale
| #  | Tekmovalec        | Talent                           | Rezultat |
| -- | ----------------- | -------------------------------- | -------- |
| 1. | Briljantina teens | ples akrobatskega rock and rolla | 2.−3.    |
| 2. | M.J.A.V.          | petje (Candyman)                 | 4.−6.    |
| 3. | Ansambel Rosa     | komična točka                    | 4.−6.    |
| 4. | Blue Man          | petje (And I Am Telling You)     | 2.−3.    |
| 5. | Bassless          | petje (Glow)                     | 4.−6.    |
| 6. | F&B Acrobatics    | akrobacije in gimnastika         | 1.       |

#### 5. polfinale
| #  | Tekmovalec    | Talent                               | Rezultat |
| -- | ------------- | ------------------------------------ | -------- |
| 1. | KŠRG Šiška    | gimnastično-plesna točka             | 2.−3.    |
| 2. | Eva Saje      | petje (Something's Got a Hold on Me) | 4.−6.    |
| 3. | ŠD Slacklions | slacklining                          | 4.−6.    |
| 4. | Simon Širec   | igranje instrumentov                 | 4.−6.    |
| 5. | iON           | plesna točka s svetlobnimi efekti    | 2.−3.    |
| 6. | Stiven Rahman | petje (Everything)                   | 1.       |

### Veliki finale
| #   | Tekmovalec        | Talent                                     | Rezultat |
| --- | ----------------- | ------------------------------------------ | -------- |
| 1.  | Maša in Laura     | ples                                       | −        |
| 2.  | Alenka Vozlič     | petje (One Moment in Time)                 | −        |
| 3.  | Adrijana Kamnik   | petje ((Simply) The Best)                  | 2.       |
| 4.  | Barbara in Klemen | ples                                       | −        |
| 5.  | Anej Piletič      | petje (All of Me/What Makes You Beautiful) | −        |
| 6.  | F&B Acrobatics    | akrobacije in gimnastika                   | −        |
| 7.  | Stiven Rahman     | petje (Can't Take My Eyes Off You)         | −        |
| 8.  | iON               | plesna točka s svetlobnimi efekti          | −        |
| 9.  | Blue Man          | petje (All by Myself)                      | −        |
| 10. | Jana Šušteršič    | petje (Rolling in the Deep)                | 1.       |